# Zethus rodhaini
Zethus rodhaini är en stekelart som beskrevs av Joseph Charles Bequaert 1918.
Zethus rodhaini ingår i släktet Zethus och familjen Eumenidae. Inga underarter finns listade i Catalogue of Life.